# Gao Feng
Pour les articles homonymes, voir Gao.
Dans ce nom chinois, le nom de famille, Gao, précède le nom personnel.
Gao Feng (mandarin : 高峰) (né le 22 avril 1971 à Shenyang en République populaire de Chine) est un ancien joueur international de football chinois.